# Malek Rahmati
Malek Rahmati (Maraghe, 1982-Bakrabad, 19 de mayo de 2024) fue un político iraní que se desempeñó como gobernador general de la provincia de Azerbaiyán Oriental desde 2024 hasta su muerte. Anteriormente había dirigido la Organización de Privatización de Irán de 2023 a 2024.

## Fallecimiento
El 19 de mayo de 2024, un helicóptero que transportaba a Rahmati, junto con el presidente Ebrahim Raisi, el ministro de Asuntos Exteriores Hossein Amir-Abdollahian, el representante del Líder Supremo en Azerbaiyán Oriental, Mohammad Ali Ale-Hashem, un guardaespaldas y tres miembros de tripulación, se estrelló en Varzaqan, en la provincia de Azerbaiyán Oriental. Posteriormente se confirmó su muerte.